# اریک لوران
اریک لوران (به فرانسوی: Éric Laurrent) رمان‌نویس قرن بیستم میلادی اهل فرانسه است.